# Boodjamulla-Nationalpark
Der Boodjamulla-Nationalpark, der früher Lawn Hill National Park genannt wurde, ist ein Nationalpark im Nordwesten des Bundesstaates Queensland in Australien. Dieser Park mit 122 Quadratkilometern Fläche liegt 340 Kilometer nordwestlich von Mount Isa.

## Park
In diesem Park befinden sich zahlreiche wertvolle Minerale und versteinerte Fossilien im Kalkstein aus dem Oligozän und Miozän. Die Sand- und Kalkstein-Erhebungen im Park entstanden vor Jahrmillionen. Flüsse und Teiche sowie Wasserlöcher sind für die Entwicklung der interessanten und einzigartigen Flora und Fauna des Parks von großer Bedeutung. Der Lawn Hill Creek, der Gregory River und der O’Shannassy River führen das gesamte Jahr über Wasser und der Lawn Hill River wird von den Quellen des Kalksteinmassivs gespeist, die im Westen des Parks liegen. Durch das Wasser gibt es im Park Palmen und tropische Pflanzen. Der Lawn Hill Creek, der sich 60 Meter tief in eine Sandstein-Schlucht eingegraben hat, ist der Lebensraum zahlreicher Säugetiere und von mehr als 130 Vogelarten.
Im Park befand sich bis zum Dezember 1984 die Lawn Hill Station, Queenslands größte Vieh-Verladestation, die 1870 erbaut wurde. Sowohl Riversleigh und Musselbrook gehören zum Park, der wegen seiner zahlreichen Fossilien im Alter von Millionen Jahren und seiner einzigartigen Flora und Fauna in die Liste des Weltnaturerbes aufgenommen wurde.
Im Süden des Parks wurden 1976 riesige Dinosaurier-Fußabdrücke und mehr als 250 versteinerte Tierarten gefunden, als Australien noch Teil des Urkontinents Gondwana war. In Mount Isa sind zahlreiche Fundstücke im Riversleigh Fossil Centre ausgestellt.
Der Lawn Hill Creek ist mit Kanus befahrbar, die bei Adel's Grove und Lawn Hill Gorge ausgeliehen werden können. Bei Adel's Grave befindet sich ein Campingplatz und sechs Wanderwege erschließen den Nationalpark.

## Flora und Fauna
Im Park kommen Süßwasser-Krokodile, Welse und zahlreiche Vögel, wie Graulaubenvogel, Sonnenastrild, Zebrafink, Rotschopftaube (Spinifextaube), Brolgakranich, Wellensittich und der Keilschwanzadler vor. Ferner sind zahlreiche Beuteltiere im Park, wie zum Beispiel Felsen-Ringbeutler, Bergkänguru, Wallaby. Des Weiteren leben dort Dingos, Olivpython und Ameisenigel. Es wachsen Süßgräser wie Spinifex und Astrebla, Hartholzbäume wie Akazien, Eukalyptus und ferner immergrüne Pflanzen wie Grevilleen.

## Aborigines
Im Park lebt der Aborigines-Stamm der Waanyi, seit etwa 17.000 Jahren und bezeichnen den Ort nach Boodjamulla, als das Land der Regenbogenschlange. Lawn Hill George missionierte den Waanyi-Stamm. Felsenkunstmalerei und weitere Kunstwerke zeugen von der Kultur der Waanyi, die heute als Parkangestellte leben und arbeiten.